# Winkfield
Winkfield est une paroisse civile et un village du Berkshire, en Angleterre.